# 瀧井道治
瀧井 道治（たきい みちはる、1950年2月10日 - ）は、日本の実業家。SUMCO代表取締役社長を経て、同社代表取締役副会長。

## 人物・経歴
和歌山県出身。1974年東京大学法学部卒業、住友金属工業入社。財務や経営企画を担当し、2005年常務執行役員和歌山製鉄所副所長に就任。2006年SUMCO取締役。2009年住友金属工業取締役専務執行役員。2012年からSUMCO代表取締役副社長を務め、人員削減などのリストラを進めた。2016年からSUMCO代表取締役社長を務め、2018年には同社代表取締役副会長に就任した。